# 中越パルプ工業

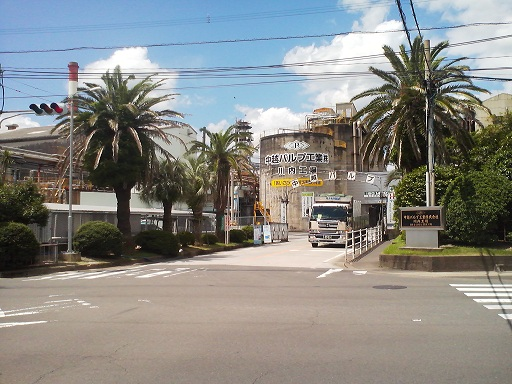
川内工場

中越パルプ工業株式会社（ちゅうえつパルプこうぎょう、英: Chuetsu Pulp & Paper Co., Ltd.）は、業界7位の製紙会社である。王子製紙系。
新聞用紙、印刷用紙、包装用紙、特殊紙、製紙用パルプなどを製造している。
2009年からは環境配慮型製品として国産竹100％を原料とした紙の製造販売を行っている。

## 主要事業所
- 東京本社 - 東京都千代田区内幸町1丁目3番2号 内幸町東急ビル8階
- 高岡本社、高岡工場（旧・能町工場） - 富山県高岡市米島282
- 大阪営業支社 - 大阪府大阪市西区土佐堀1-3-7
- 川内工場 - 鹿児島県薩摩川内市宮内町1-26
- 生産本部 二塚製造部（旧・二塚工場） - 富山県高岡市二塚3288

## 沿革
- 1947年（昭和22年）2月20日 - 高岡製紙株式会社設立。
- 1947年（昭和22年）5月 - 伏木工場操業開始。
- 1949年（昭和24年）11月 - 中越パルプ工業株式会社に社名変更。
- 1949年（昭和24年）12月 - 能町工場操業開始。
- 1954年（昭和29年）12月 - 川内工場操業開始。
- 1955年（昭和30年）8月 - 砺波製紙株式会社を設立。
- 1956年（昭和31年）1月6日 - 東証1部に株式上場。
- 1956年（昭和31年）6月 - 大証1部に株式上場。
- 1971年（昭和46年）5月 - 伏木工場閉鎖。
- 1984年（昭和59年）1月 - 砺波製紙と合併、二塚工場を継承
- 2005年（平成17年）1月31日 - 三菱製紙との合併を発表。同年5月16日合併は白紙撤回。
- 2007年（平成19年）6月28日 - 能町工場と二塚工場を統合し、高岡工場発足。
- 2009年（平成21年）3月23日 - 本社機能を東京から高岡市へ移転。
- 2010年（平成22年）1月12日 - 大阪証券取引所上場廃止。
- 2015年（平成27年）5月 - 第三者割当増資等により、王子ホールディングスの持分法適用関連会社となる。

## 関係会社
- 中越パッケージ株式会社
- 株式会社文運堂
- 三善製紙株式会社
- 中越ロジスティクス株式会社
- 中越緑化株式会社
- 中越物産株式会社
- 中越テクノ株式会社
- 共友商事株式会社